# Dorian Joe Clark
Pour les articles homonymes, voir Clark.
Dorian Joe Clark est un acteur canadien.

## Filmographie
- 1980 : Les Espions dans la ville (Agency) : 'No Sweat' Dancer
- 1987 : Shades of Love: The Garnet Princess (TV) : Jessl
- 1987 : La Rue (Street Smart) : Travesti
- 1988 : Police Academy (série TV) (voix)
- 1988 : The Kiss : T.C
- 1989 : The Phone Call (TV) : Main Line Man
- 1989 : Eddie and the Cruisers II: Eddie Lives! : Security Guard
- 1990 : The Scorpio Factor : Carl Bergman
- 1990 : Back Stab : Court Cop #1
- 1991 : Scanners 2, le nouveau règne (Scanners II: The New Order) : Yancy
- 1992 : Twin Sisters (vidéo) : Mayor
- 1993 : Les Veufs (Entangled) : Male Nurse
- 1993 : Vendetta II: The New Mafia (TV) : Sergeant
- 1995 : Un milieu sans pitié (Fighting for My Daughter) (TV) : Tony
- 1996 : La Reine des vampires (Bordello of Blood) : Jonas